# San Juan Bautista Atatlahuca (kommun i Mexiko)
San Juan Bautista Atatlahuca är en kommun i Mexiko.   Den ligger i delstaten Oaxaca, i den sydöstra delen av landet, 300 km sydost om huvudstaden Mexico City.
Följande samhällen finns i San Juan Bautista Atatlahuca:
- Atatlahuaca
- El Porvenir